# Oroszország közigazgatási beosztása
Az Oroszországi Föderáció 1993-ban elfogadott alkotmánya szerint egyenjogú alkotóelemekből áll, melyeket összefoglalóan a föderáció alanyainak vagy szubjektumainak neveznek. Ezek száma az alapításkor 89 volt, mára az összevonások után 85-re csökkent.
Az alkotmány rendelkezik a helyi önkormányzatokról is, a szubjektumok ennek megfelelően önkormányzati területi egységekre oszlanak.
Az ország hatalmas területe és a föderáció alanyainak nagy száma miatt a fentieken kívül több más területi beosztás létezik igazgatási, gazdasági és statisztikai célból.

## Oroszország föderatív felépítése
Az Oroszországi Föderáció 89 (6 nemzetközileg el nem ismert) egyenjogú tagból (szubjektumok, vagy "a Föderáció alanyai") áll:
| Az Oroszországi Föderáció tagjai                                                              |
| --------------------------------------------------------------------------------------------- |
| 48 terület (область), (2 nemzetközileg el nem ismert)                                         |
| 24 köztársaság (республика), (3 nemzetközileg el nem ismert)                                  |
| 9 határterület (край)                                                                         |
| 4 autonóm körzet (автономный округ)                                                           |
| 3 szövetségi jelentőségű város (город федерального значения), (1 nemzetközileg el nem ismert) |
| 1 autonóm terület (автономная область)                                                        |

Oroszországi Föderáció tagjai területi megnevezésekkel együtt

Ezek a szubjektumok néhány apró eltéréssel megfelelnek az OSZFSZK megelőző területi közigazgatási egységeinek.
Az Oroszországi Föderáció tagjainak élén a kormányzó áll, akit helyben választanak, de az elnök jóváhagyása kell kinevezéséhez. A tagok két-két képviselőt küldenek a Szövetségi Tanácsba, az orosz parlament felsőházába.
Valamennyi szubjektum kóddal rendelkezik, amelyet a rendszámtáblákon is feltüntetnek (hasonlóan Franciaországhoz vagy Törökországhoz). A felsorolásban ezek a kódok szerepelnek.

### A területi beosztás kialakulása
Az Oroszországi Szovjet Szövetségi Szocialista Köztársaság (OSZSZSZK) közigazgatási területi beosztását 1917-től kezdve folyamatos reformok sora alakította 40 éven át, attól kezdve viszont nagyfokú stabilitás jellemezte. 1957-től Oroszország területén 16 autonóm szovjet szocialista köztársaság (ASZSZK), 6 határterület, 49 terület és 2 köztársasági irányítású város volt. Ezeken kívül 5 autonóm terület tartozott valamely határterülethez és 10 autonóm körzet valamely határterülethez vagy területhez.
Az Oroszországi Föderáció 1993-ban elfogadott alkotmánya a status quo alapján állt, a fennálló területi egységeket ismerte el az újonnan létrehozott Föderáció alanyaiként, figyelembe véve, hogy 1992-ben az egykori Csecsen-Ingus ASZSZK kettévált Csecsen és Ingus köztársaságra. Ezt követően egyetlen határkiigazításra került sor 1994-ben: az Ivanovói területtől a Nyizsnyij Novgorodi területhez került a Volga balpartján fekvő Szokolszkojei járás.
A területi változásoknál jelentősebb volt az egyes egységek státuszában bekövetkezett változás, mely az alábbiak szerint alakult.

#### Köztársaságok
A 21 köztársaságból 17 az egykori ASZSZK-kból alakult, beleértve a Csecsen-Ingus ASZSZK kettéválásával létrejött Csecsen és Ingus köztársaságot is, további négy pedig az OSZFSZK autonóm területeinek átalakulásával és a megfelelő határterülettől való elválásával jött létre (Adige – a Krasznodari határterülettől, Altaji – az Altaji határterülettől, Karacsáj-Cserkesz – a Sztavropoli határterülettől, Hakasz – a Krasznojarszki határterülettől). Kisebb-nagyobb arányban nem-orosz nemzetiségűek lakják őket, ezt rendszerint elnevezésük is tükrözi, bár a legtöbb ma már orosz többségű. A 2014-ben egyoldalúan annektált Krím félsziget - Szevasztopolt és környékét kivéve - szintén köztársasági státuszban csatlakozott az Orosz Föderációhoz.

#### Határterületek
Összesen kilenc határterület van: Altaji, Bajkálontúli, Habarovszki, Kamcsatkai, Krasznodari, Krasznojarszki, Permi, Sztavropoli, Tengermelléki
- 2005. december 1-jén került sor a Permi terület és a Komi-Permják autonóm körzet egyesülésére, létrehozva a Permi határterületet.
- 2007. január 1-jén a Krasznojarszki határterület magába olvasztotta az Evenki autonóm körzetet és a Tajmiri (Dolgán-Nyenyec) autonóm körzetet.
- 2007. július 1-jén lépett hatályba a Kamcsatkai terület és a Korjak autonóm körzet egyesülése a Kamcsatkai határterületet létrehozva.
- 2008. január 1-jén az Uszty-Ordinszkiji Burját autonóm körzet beleolvadt az Irkutszki területbe.
- 2007. március 11-i népszavazások eredményeként 2008. március 1-jétől a Csitai terület és az Aginszkojei Burját autonóm körzet egyesült Bajkálontúli határterület néven.

#### Területek
A területek az OSZFSZK hasonló nevű területi közigazgatási egységeiből jöttek létre, valamennyi orosz többségű, és többségüket székhelyükről nevezték el. Széles körű autonómiát 1991 után kaptak, bár jogaikat Putyin elnöksége idején csökkentették.

#### Szövetségi jelentőségű városok
Moszkva és Szentpétervár az OSZFSZK-ban „köztársasági irányítású város” jogállásúak voltak, tehát nem tartoztak az őket körülvevő megfelelő területekhez. A helyzet ma is hasonló, e két város „szövetségi jelentőségű város” címet kapott, és a Föderáció önálló szubjektumai. Érdekes módon Szentpétervár esetében a Leningrádi terület megtartotta régi nevét. A 2014-ben egyoldalúan annektált Krím félsziget legnagyobb kikötővárosa és körzete, Szevasztopol szintén „szövetségi jelentőségű város” címet kapott.

#### Autonóm terület
Jelenleg egyetlen autonóm terület van az Oroszországi Föderáció alanyai között, a Zsidó autonóm terület, amely a hasonló nevű területi egységből jött létre, elszakadva a Habarovszki határterülettől. Az OSZFSZK másik négy autonóm területe köztársasággá alakulva lett a Föderáció alanya.

#### Autonóm körzetek
A Szovjetunióban az akkoriban 10 autonóm körzet 1977-ig a nemzetiségi körzet (национальный округ) megnevezést viselte, azóta érvényes mai elnevezésük. Ezek mindegyike valamely terület vagy határterület részét képezte. Egy kivétellel (Csukcs AK, amely kivált a Magadani területből) az Oroszországi Föderációban ez a helyzet fennmaradt. A 2000 utáni években megkezdődött az autonóm körzetek megszüntetése, illetve teljes beolvasztása a megfelelő területbe vagy határterületbe, amire azonban kizárólag az érintett szubjektumok népszavazással megerősített elhatározása alapján kerülhet sor. A beolvasztási folyamatnak alapvetően két oka van. Egyrészt az autonóm körzetek döntő többsége képtelen saját polgárainak és gazdaságának erejéből fenntartani a Föderáció szubjektumaitól elvárt intézményrendszert, másrészt alkotmányjogilag különös helyzetet teremtett, hogy a Föderáció egyes alanyai más szubjektumok területébe és igazgatásába ágyazva működnek.

## Az Oroszországi Föderáció alanyainak listája
A listában az Oroszországi Föderáció 1993-ban elfogadott alkotmányának 65. cikkelye szerinti sorrendben szerepelnek az Oroszországi Föderáció alanyai.

|    | Köztársaságok                                               |  |  |            |             |                             |                                                       |    |
| 01 | Adigeföld (Республика Адыгея)                               |  |  | 7600       | 447 000     | Majkop                      | 7 járás és 2 város                                    | 79 |
| 02 | Altaj köztársaság (Республика Алтай)                        |  |  | 92 600     | 203 000     | Gorno-Altajszk              | 10 járás és 1 város                                   | 84 |
| 03 | Baskíria (Башкортостан)                                     |  |  | 143 600    | 4 103 000   | Ufa                         | 54 járás és 21 város                                  | 80 |
| 04 | Burjátföld (Бурятия)                                        |  |  | 351 300    | 981 000     | Ulan-Ude                    | 21 járás és 2 város                                   | 81 |
| 05 | Dagesztán (Дагестан)                                        |  |  | 50 300     | 2 584 000   | Mahacskala                  | 41 járás és 10 város                                  | 82 |
| 06 | Ingusföld (Ингушетия)                                       |  |  | 4 000      | 469 000     | Magasz                      | 4 járás és 4 város                                    | 26 |
| 07 | Kabard- és Balkárföld (Кабардино-Балкарская Республика)     |  |  | 12 500     | 901 000     | Nalcsik                     | 10 járás és 3 város                                   | 83 |
| 08 | Kalmükföld (Калмыкия)                                       |  |  | 76 100     | 292 000     | Eliszta                     | 13 járás és 1 város                                   | 85 |
| 09 | Karacsáj- és Cserkeszföld (Карачаево-Черкесская Республика) |  |  | 14 100     | 440 000     | Cserkesszk                  | 8 járás és 2 város                                    | 91 |
| 10 | Karélia (Республика Карелия)                                |  |  | 172 400    | 717 000     | Petrozavodszk               | 16 járás és 13 város                                  | 86 |
| 11 | Komiföld (Республика Коми)                                  |  |  | 415 900    | 1 019 000   | Sziktivkar                  | 12 járás és 8 város                                   | 87 |
| 12 | Mariföld (Марий Эл)                                         |  |  | 23 200     | 728 000     | Joskar-Ola                  | 14 járás és 4 város                                   | 88 |
| 13 | Mordvinföld (Мордовия)                                      |  |  | 26 200     | 889 000     | Szaranszk                   | 22 járás és 7 város                                   | 89 |
| 14 | Jakutföld (Республика Саха)                                 |  |  | 3.103 000  | 948 000     | Jakutszk                    | 33 járás és 5 város                                   | 98 |
| 15 | Észak-Oszétia (Северная Осетия — Алания)                    |  |  | 8 000      | 710 000     | Vlagyikavkaz                | 8 járás és 1 város                                    | 90 |
| 16 | Tatárföld (Татарстан)                                       |  |  | 68 000     | 3 780 000   | Kazany                      | 43 járás és 14 város                                  | 92 |
| 17 | Tuva (Тыва (Тува))                                          |  |  | 170 500    | 306 000     | Kizil                       | 17 járás és 2 város                                   | 93 |
| 18 | Udmurtföld (Удмуртская Республика)                          |  |  | 42 100     | 1 571 000   | Izsevszk                    | 25 járás és 5 város                                   | 94 |
| 19 | Hakaszföld (Хакасия)                                        |  |  | 61 900     | 546 000     | Abakan                      | 8 járás és 5 város                                    | 95 |
| 20 | Csecsenföld (Чеченская Республика)                          |  |  | 15 300     | 1 100 000   | Groznij                     | 16 járás és 5 város                                   | 96 |
| 21 | Csuvasföld (Чувашская Республика)                           |  |  | 18 300     | 1 314 000   | Csebokszári                 | 21 járás és 9 város                                   | 97 |
|    | Határterületek (Края Российской Федерации)                  |  |  |            |             |                             |                                                       |    |
| 22 | Altaji határterület (Алтайский край)                        |  |  | 169 100    | 2 607 000   | Barnaul                     | 60 járás és 11 város                                  | 01 |
| 23 | Bajkálontúli határterület (Забайкальский край)              |  |  | 431 500    | 1 156 000   | Csita                       | 31 járás és 5 város                                   | 67 |
| 24 | Kamcsatkai határterület (Камчатский край)                   |  |  | 472 300    | 359 000     | Petropavlovszk-Kamcsatszkij | 11 járás és 3 város                                   | 30 |
| 25 | Krasznodari határterület (Краснодарский край)               |  |  | 76 000     | 5 124 000   | Krasznodar                  | 38 járás és 15 város                                  | 03 |
| 26 | Krasznojarszki határterület (Красноярский край)             |  |  | 2.339 700  | 2.966 000   | Krasznojarszk               | 54 járás és 19 város                                  | 04 |
| 27 | Permi határterület (Пермский край)                          |  |  | 160 600    | 2 824 000   | Perm                        | 33 járás és 14 város                                  | 57 |
| 28 | Tengermelléki határterület (Приморский край)                |  |  | 165 900    | 2 068 000   | Vlagyivosztok               | 22 járás és 12 város                                  | 05 |
| 29 | Sztavropoli határterület (Ставропольский край)              |  |  | 66 500     | 2 731 000   | Sztavropol                  | 26 járás és 10 város                                  | 07 |
| 30 | Habarovszki határterület (Хабаровский край)                 |  |  | 788 600    | 1 435 000   | Habarovszk                  | 17 járás és 6 város                                   | 08 |
|    | Területek (Области Российской Федерации)                    |  |  |            |             |                             |                                                       |    |
| 31 | Amuri terület (Амурская область)                            |  |  | 363 700    | 903 000     | Blagovescsenszk             | 20 járás és 7 város                                   | 10 |
| 32 | Arhangelszki terület (Архангельская область)                |  |  | 587 400    | 1 336 000   | Arhangelszk                 | 20 járás és 8 város                                   | 11 |
| 33 | Asztraháni terület (Астраханская область)                   |  |  | 44 100     | 1 007 000   | Asztrahán                   | 11 járás és 3 város                                   | 12 |
| 34 | Belgorodi terület (Белгородская область)                    |  |  | 27 100     | 1 512 000   | Belgorod                    | 21 járás és 6 város                                   | 14 |
| 35 | Brjanszki terület (Брянская область)                        |  |  | 34 900     | 1 379 000   | Brjanszk                    | 27 járás és 5 város                                   | 15 |
| 36 | Vlagyimiri terület (Владимирская область)                   |  |  | 29 000     | 1 525 000   | Vlagyimir                   | 16 járás és 10 város                                  | 17 |
| 37 | Volgográdi terület (Волгоградская область)                  |  |  | 113 900    | 2 703 000   | Volgográd                   | 33 járás és 6 város                                   | 18 |
| 38 | Vologdai terület (Вологодская область)                      |  |  | 145 700    | 1 270 000   | Vologda                     | 26 járás és 4 város                                   | 19 |
| 39 | Voronyezsi terület (Воронежская область)                    |  |  | 52 400     | 2 379 000   | Voronyezs                   | 32 járás és 7 város                                   | 20 |
| 40 | Ivanovói terület (Ивановская область)                       |  |  | 21 800     | 1 149 000   | Ivanovo                     | 21 járás és 6 város                                   | 24 |
| 41 | Irkutszki terület (Иркутская область)                       |  |  | 767 900    | 2 582 000   | Irkutszk                    | 33 járás és 14 város                                  | 25 |
| 42 | Kalinyingrádi terület (Калининградская область)             |  |  | 15 100     | 943 000     | Kalinyingrád                | 13 járás és 6 város                                   | 27 |
| 43 | Kalugai terület (Калужская область)                         |  |  | 29 900     | 1 041 000   | Kaluga                      | 24 járás és 4 város                                   | 29 |
| 44 | Kemerovói terület (Кемеровская область)                     |  |  | 95 500     | 2 900 000   | Kemerovo                    | 19 járás és 18 város                                  | 32 |
| 45 | Kirovi terület (Кировская область)                          |  |  | 120 800    | 1 504 000   | Kirov                       | 39 járás és 5 város                                   | 33 |
| 46 | Kosztromai terület (Костромская область)                    |  |  | 60 100     | 738 000     | Kosztroma                   | 24 járás és 8 város                                   | 34 |
| 47 | Kurgani terület (Курганская область)                        |  |  | 71 000     | 1 020 000   | Kurgan                      | 24 járás és 9 város                                   | 37 |
| 48 | Kurszki terület (Курская область)                           |  |  | 29 800     | 1 236 000   | Kurszk                      | 28 járás és 5 város                                   | 38 |
| 49 | Leningrádi terület (Ленинградская область)                  |  |  | 84 000     | 1 671 000   | Szentpétervár               | 17 járás és 20 város                                  | 41 |
| 50 | Lipecki terület (Липецкая область)                          |  |  | 24 100     | 1 213 000   | Lipeck                      | 18 járás és 2 város                                   | 42 |
| 51 | Magadani terület (Магаданская область)                      |  |  | 461 400    | 183 000     | Magadan                     | 8 járás és 1 város                                    | 44 |
| 52 | Moszkvai terület (Московская область)                       |  |  | 46 000     | 6 627 000   | Moszkva                     | 38 járás és 56 város                                  | 46 |
| 53 | Murmanszki terület (Мурманская область)                     |  |  | 144 900    | 893 000     | Murmanszk                   | 5 járás és 13 város                                   | 47 |
| 54 | Nyizsnyij Novgorod-i terület (Нижегородская область)        |  |  | 76 900     | 3 524 000   | Nyizsnyij Novgorod          | 48 járás és 12 város                                  |    |
| 55 | Novgorodi terület (Новгородская область)                    |  |  | 55 300     | 695 000     | Velikij Novgorod            | 21 járás és 3 város                                   | 49 |
| 56 | Novoszibirszki terület (Новосибирская область)              |  |  | 178 200    | 2 692 000   | Novoszibirszk               | 30 járás és 7 város                                   | 50 |
| 57 | Omszki terület (Омская область)                             |  |  | 139 700    | 2 079 000   | Omszk                       | 32 járás és 6 város                                   | 52 |
| 58 | Orenburgi terület (Оренбургская область)                    |  |  | 124 000    | 2 178 000   | Orenburg                    | 35 járás és 12 város                                  | 53 |
| 59 | Orjoli terület (Орловская область)                          |  |  | 24 700     | 861 000     | Orjol                       | 24 járás és 3 város                                   | 54 |
| 60 | Penzai terület (Пензенская область)                         |  |  | 43 200     | 1 453 000   | Penza                       | 28 járás és 5 város                                   | 56 |
| 61 | Pszkovi terület (Псковская область)                         |  |  | 55 300     | 761 000     | Pszkov                      | 24 járás és 2 város                                   | 58 |
| 62 | Rosztovi terület (Ростовская область)                       |  |  | 100 800    | 4 407 000   | Rosztov-na-Donu             | 43 járás és 16 város                                  | 60 |
| 63 | Rjazanyi terület (Рязанская область)                        |  |  | 39 600     | 1 228 000   | Rjazany                     | 25 járás és 4 város                                   | 61 |
| 64 | Szamarai terület (Самарская область)                        |  |  | 53 600     | 3 240 000   | Szamara                     | 27 járás és 10 város                                  | 36 |
| 65 | Szaratovi terület (Саратовская область)                     |  |  | 100 200    | 2 669 000   | Szaratov                    | 38 járás és 13 város                                  | 63 |
| 66 | Szahalini terület (Сахалинская область)                     |  |  | 87 100     | 547 000     | Juzsno-Szahalinszk          | 17 járás és 9 város                                   | 64 |
| 67 | Szverdlovszki terület (Свердловская область)                |  |  | 194 800    | 4 490 000   | Jekatyerinburg              | 30 járás és 34 város                                  | 65 |
| 68 | Szmolenszki terület (Смоленская область)                    |  |  | 49 800     | 1 051 000   | Szmolenszk                  | 25 járás és 2 város                                   | 66 |
| 69 | Tambovi terület (Тамбовская область)                        |  |  | 34 300     | 1 180 000   | Tambov                      | 23 járás és 7 város                                   | 68 |
| 70 | Tveri terület (Тверская область)                            |  |  | 84 100     | 1 473 000   | Tver                        | 36 járás és 12 város                                  | 28 |
| 71 | Tomszki terület (Томская область)                           |  |  | 316 900    | 1 046 000   | Tomszk                      | 16 járás és 6 város                                   | 69 |
| 72 | Tulai terület (Тульская область)                            |  |  | 25 700     | 1 676 000   | Tula                        | 23 járás és 9 város                                   | 70 |
| 73 | Tyumenyi terület (Тюменская область)                        |  |  | 1 435 200  | 3 266 000   | Tyumeny                     | 38 járás és 26 város (a két autonóm körzettel együtt) | 71 |
| 74 | Uljanovszki terület (Ульяновская область)                   |  |  | 37 300     | 1 382 000   | Uljanovszk                  | 21 járás és 6 város                                   | 73 |
| 75 | Cseljabinszki terület (Челябинская область)                 |  |  | 87 900     | 3 606 000   | Cseljabinszk                | 24 járás és 23 város                                  | 75 |
| 76 | Jaroszlavli terület (Ярославская область)                   |  |  | 36 400     | 1 368 000   | Jaroszlavl                  | 17 járás és 6 város                                   | 78 |
|    | Szövetségi jelentőségű városok                              |  |  |            |             |                             |                                                       |    |
| 77 | Moszkva (Москва)                                            |  |  | 1064       | 10 358 000  | Moszkva                     | 123 kerület és 12 körzet                              | 45 |
| 78 | Szentpétervár (Санкт-Петербург)                             |  |  | 1433       | 4 669 000   | Szentpétervár               | 18 kerület                                            | 40 |
|    | Autonóm terület (Автономные области Российской Федерации)   |  |  |            |             |                             |                                                       |    |
| 79 | Zsidó autonóm terület (Еврейская автономная область)        |  |  | 36 000     | 191 000     | Birobidzsan                 | 5 járás és 1 város                                    | 99 |
|    | Autonóm körzetek (Автономные округа Российской Федерации)   |  |  |            |             |                             |                                                       |    |
| 80 | Nyenyecföld (Ненецкий автономный округ)                     |  |  | 176 700    | 41 000      | Narjan-Mar                  | 1 járás és 1 város                                    | 11 |
| 81 | Hanti- és Manysiföld (Ханты-Мансийский автономный округ)    |  |  | 523 100    | 1 433 000   | Hanti-Manszijszk            | 9 járás és 14 város                                   | 71 |
| 82 | Csukcsföld (Чукотский автономный округ)                     |  |  | 737 700    | 54 000      | Anadir                      | 8 járás és 1 város                                    | 77 |
| 83 | Jamali Nyenyecföld (Ямало-Ненецкий автономный округ)        |  |  | 750 300    | 507 000     | Szalehard                   | 7 járás és 7 város                                    | 71 |
| —  | A teljes Oroszországi Föderáció                             |  |  | 17 075 400 | 145.182 000 | Moszkva                     |                                                       |    |

### Nemzetközileg nem elismert
|    | Köztársaságok                                            |  |  |        |           |              |                      |  |
| 84 | Krími Köztársaság (Республика Крым)                      |  |  | 26 100 | 1 967 119 | Szimferopol  | 14 járás és 11 város |  |
| 85 | Donyecki Népköztársaság (Донецкая Народная Республика)   |  |  | 26 510 | 4 200 461 | Donyeck      | 18 járás             |  |
| 86 | Luganszki Népköztársaság (Луганская Народная Республика) |  |  | 26 284 | 2 167 802 | Luganszk     | 18 járás és 23 város |  |
|    | Területek (Области Российской Федерации)                 |  |  |        |           |              |                      |  |
| 87 | Herszoni terület (Херсонская область)                    |  |  | 28 461 | 1 055 600 | Herszon      | 18 járás és 3 város  |  |
| 88 | Zaporozsjei terület (Запорожская область)                |  |  | 27 180 | 1 723 171 | Zaporozsje   | 20 járás és 14 város |  |
|    | Szövetségi jelentőségű város                             |  |  |        |           |              |                      |  |
| 89 | Szevasztopol (Севастoполь)                               |  |  | 864    | 393 304   | Szevasztopol | 4 kerület            |  |

## Önkormányzati rendszer
Oroszország önkormányzati rendszerének kialakulása egy 1991-ben elfogadott törvény alapján kezdődött meg, mivel azonban a Föderáció alanyai nagy önállóságot élveztek e téren, szinte követhetetlenül sokféle megoldást vezettek be. Ráadásul az egyes szubjektumok felfogása jelentősen különbözött az önkormányzatiság kiterjedését, szabadságát illetően is.
2003-ban új törvényt fogadtak el "A helyi önkormányzás általános elveiről az Oroszországi Föderációban" címmel. Ennek alapján az átszervezés végrehajtásához adott hároméves átmeneti időszak után 2006. január elsejétől az ország egész területén az új szabályok szerint egységes elveken szervezett önkormányzatok (муниципальное образование) jöttek létre.

### Önkormányzatok típusai
A törvény a helyi önkormányzatoknak öt típusát hozta létre.
A szövetségi jelentőségű városok (Moszkva, Szentpétervár) területén egyszintű önkormányzati rendszer működik, ami teljes egészében lefedi az érintett szubjektumok területét. A törvény szerint ezek elnevezése a szövetségi jelentőségű város városon belüli területe (внутригородская территория города федерального значения), a két városban azonban az elmúlt másfél évtizedben kialakult rend szerint kerület, illetve körzet a nevük: Moszkva 125 kerületre (район), Szentpétervár 111 körzetre (округ) tagolódik.
Az Oroszországi Föderáció többi alanyai (köztársaságok, határterületek, területek, autonóm terület és autonóm körzetek) a legritkábban lakott vidékeik kivételével községekre (поселение) tagozódnak, melyeknek két típusa van: falusi községek (сельское поселение) és városi községek (городское поселение). A községek egy vagy több, területileg összefüggő településből állnak úgy, hogy a községközpontba minden lakos egy nap alatt gyalogszerrel meg tudja járni az utat oda és vissza.
Az önkormányzati járás (муниципальный район) több (városi és falusi) községből áll, ezen kívül a ritkán lakott területeken úgynevezett településközi területek (межселенные территории) is tartozhatnak hozzá. A járási önkormányzat gondoskodik a több községre kiterjedő, térségi feladatok ellátásáról.
Az önkormányzatok ötödik típusa a városi körzet (городской округ). Ez tulajdonképpen olyan városi községet jelent, amely nem tartozik valamely önkormányzati járáshoz, hanem a községi mellett a járási önkormányzat jogait is gyakorolja, illetve feladait ellátja.
A föderáció alanyainak 2006. január 1-jéig kellett saját önkormányzati területi beosztásukat meghatározniuk, és ez néhány kivételtől (Csecsen köztársaság és Ingus köztársaság) eltekintve meg is történt. Majdnem 20 ezer falusi község, közel 1800 városi község, mintegy 1800 önkormányzati járás és több mint 500 városi körzet alakult Oroszország területén.

### Speciális esetek
A legtöbb önkormányzati egység kialakításakor a korábbi közigazgatási-területi beosztást vették alapul, és ahol a 2003. évi törvényt megelőzően is működtek önkormányzatok, ott gyakran azok címét is megőrizték. Emiatt azonban a városi körzet elnevezés gyakran megtévesztő. Ez ugyanis nemcsak városi típusú települést jelenthet, amely mérete és jelentősége miatt kiválik a szomszédos járásból, hanem minden egyszintű önkormányzatot így kell elnevezni, amely a községi és a járási feladatokat egyszerre látja el. Csakhogy ez az előbb említett, magyar analógiával élve "járási jogú városnak" nevezhető típuson kívül előfordulhat még további három esetben.
Egyrészt a ritkán lakott vidékeken (távoli észak, szigetek stb.), ahol egymástól rendkívüli távolságokban elszórtan vannak apró települések, gyakran nem lehet a községeket járásokba csoportosítani. Erre jellegzetes példa a Novaja Zemlja városi körzet (городской округ Новая Земля), amely az Északi-sarki-óceán hatalmas szigetpárján terül el. Népessége mintegy 2700 fő, akik szinte kizárólag egyetlen településen élnek (Belusja Guba), területe viszont megközelíti Magyarországét (83 ezer km²).
A második speciális eset, amikor az elnevezés megtévesztő lehet, éppen az ellenkező véglet, az agglomerálódó területek. Sok helyen egyesítettek egy egész korábbi járást a központjában lévő nagyvárossal. Az így kialakított önkormányzat elnevezésében egyaránt viselheti a korábbi területi egység és az új törvény szerinti típusa megnevezését, mint például Ohai járás városi körzet (городской округ Охинский район, Szahalini terület).
A városi körzet harmadik különleges típusa az úgynevezett zárt közigazgatási egységekhez (закрытое административно-территориальное образование, ЗАТО) kapcsolódik. Ezek olyan katonai, nukleáris energetikai vagy hadiipari tevékenységek helyszínéül szolgáló települések, melyekre különböző korlátozások mellett lehet csak belépni. A 2003-as törvény e települések helyi önkormányzatát automatikusan a városi körzetként rendeli létrehozni.

## Szövetségi körzetek

Szövetségi körzetek

2000-ben az Oroszországi Föderáció elnöke egy rendeletben a föderáció alanyait 7 szövetségi körzetbe (федеральный округ) osztotta be, melyek az elnök által kinevezett, ún. meghatalmazott képviselők tevékenységi területét jelölik ki. E köztisztviselők az elnöki adminisztrációhoz tartoznak, feladatuk az elnök alkotmányos feladatainak ellátását biztosítani szövetségi körzetük területén. A szövetségi körzetek nem részei Oroszország közigazgatási-területi beosztásának. 2010 januárjában a Déli szövetségi körzet észak-kaukázusi szubjektumainak leválasztásával megalakították az Észak-kaukázusi szövetségi körzetet.
A nyolc szövetségi körzet a következő:
- Központi szövetségi körzet
- Déli szövetségi körzet
- Északnyugati szövetségi körzet
- Távol-keleti szövetségi körzet
- Szibériai szövetségi körzet
- Uráli szövetségi körzet
- Volgamenti szövetségi körzet
- Észak-kaukázusi szövetségi körzet